# Station Wilkowice Bystra
Station Wilkowice Bystra is een spoorwegstation in de Poolse plaats Wilkowice.